# La Pierreuse
La réserve naturelle de La Pierreuse est une aire protégée de Suisse. Elle se trouve à l'intérieur du parc naturel régional Gruyère Pays-d'Enhaut.

## Faune
On y trouve de nombreux animaux de montagne comme la marmotte, le bouquetin, le chevreuil, le cerf, le sanglier et le lynx. Pour ce qui est des oiseaux l'aigle royal, le tétras lyre, la gélinotte, le pic tridactyle, la chouette chevêchette, la bécasse et la chouette de Tengmalm peuvent y être observés.